# Centre géographique des États-Unis

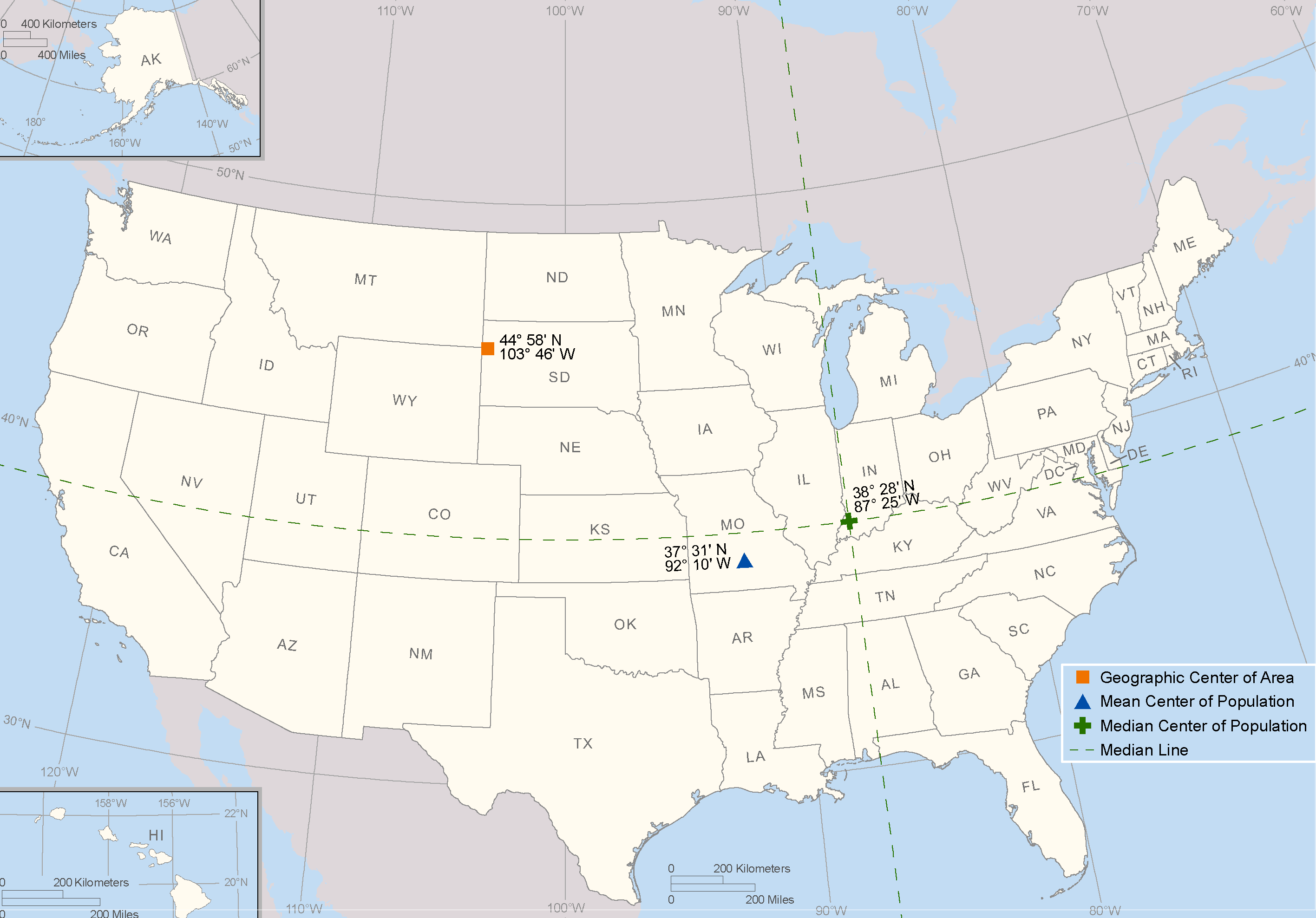
Carte montrant les emplacements du centre géographique des États-Unis, du centre démographique moyen et du centre démographique médian, 2010 (Bureau du recensement des États-Unis).

Le centre géographique des États-Unis est un point situé à environ 32 km au nord de Belle Fourche dans le nord-ouest du Dakota du Sud (44° 58′ 02,07622″ N, 103° 46′ 17,60283″ O) 
depuis que l'Alaska et Hawaï sont devenus des États américains en 1959. Sa localisation est faite par le National Geodetic Survey (NGS), l'agence fédérale des États-Unis qui définit et gère le système de coordonnées nationales. 

## Aperçu

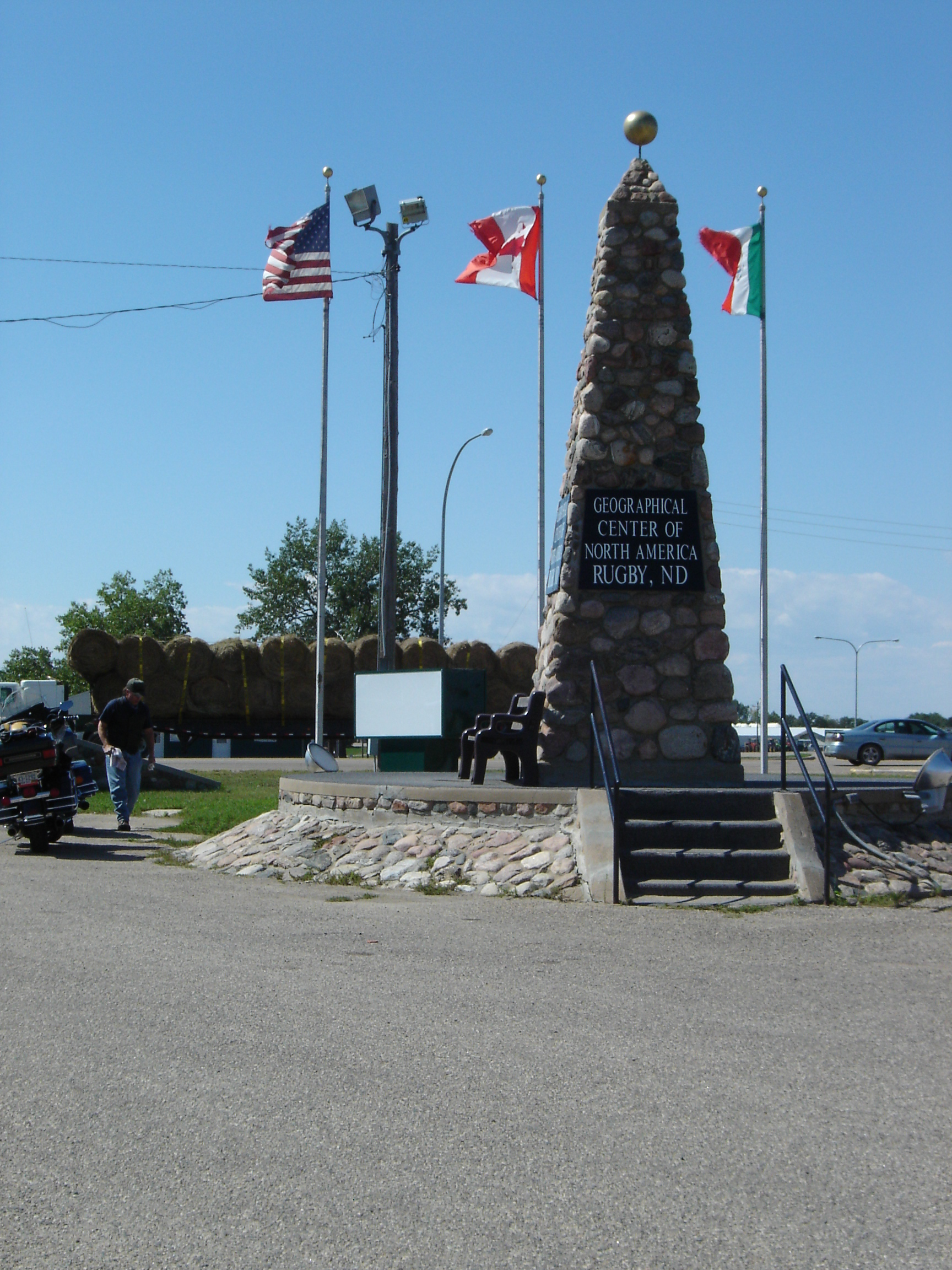
Le monument du Centre de l'Amérique du Nord contigüe, à Rugby (Dakota du Nord).

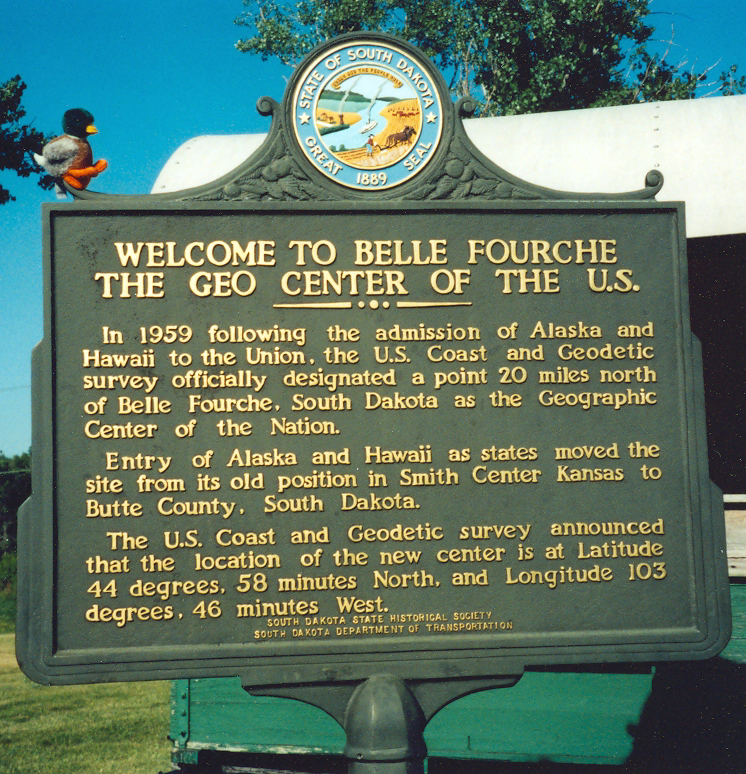
Belle Fourche, dans le Dakota du Sud.

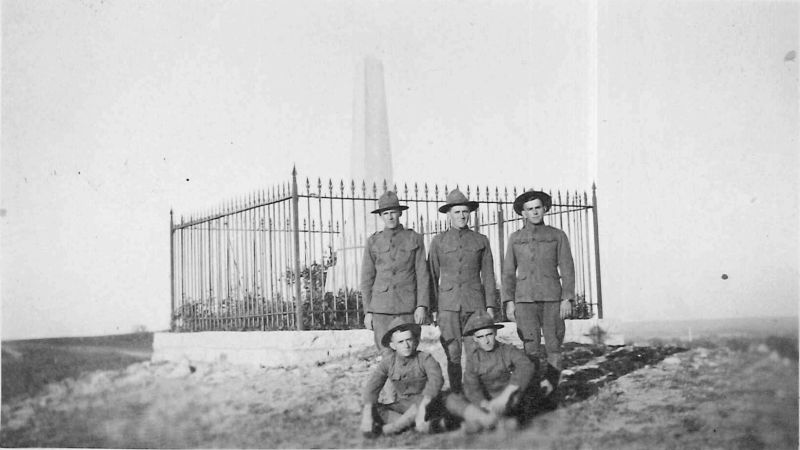
L'ancienne marque pour le centre géographique des Etats-Unis à Smith Center, Kansas en 1918.

Ce centre est distinct du centre géographique des États-Unis contigus, qui lui n'a pas changé depuis 1912 et les admissions du Nouveau-Mexique et de l'Arizona au sein de l'Union et qui se situe près de la ville de Lebanon au Kansas. Il a été également le centre géographique global des États-Unis pendant 47 ans, jusqu'à ce que les admissions de l'Alaska et d'Hawaï en 1959 déplacent ce centre géographique de l'ensemble des États-Unis à environ 885 km au nord-nord-ouest. 
Bien que toute mesure du centre exact d'une masse terrestre soit toujours imprécise en raison de la modification des rivages et d'autres facteurs, les coordonnées de la NGS identifient l'endroit comme une parcelle inhabitée de pâturages privés à environ 19 km à l'est du tripoint où les frontières du Dakota du Sud, du  Wyoming et du Montana se rencontrent. Selon la fiche de données de la NGS, la marque réelle est «fixée dans une masse irrégulière de béton à 36 pouces sous la surface du sol». 
Pour la commémoration publique, une marque proche est située dans un parc à Belle Fourche, où l'on trouvera un drapeau au sommet d'une petite dalle de béton portant une marque de l'étude géodétique et des côtes américaine.